# Brunon Skierka
Brunon Skierka (ur. 21 stycznia 1918 w Tczewie, zm. 18 lutego 2000 tamże) – polski pięściarz i trener pięściarstwa.

## Życiorys
Pierwsze kroki w boksie stawiał w 1932 roku w klubie Sokół Tczew, gdzie walczył do wybuchu II wojny światowej. Karierę swoją wznowił w 1945 roku w klubie OM TUR Tczew. Największe sukcesy odniósł startując w klubie MKS Bałtyk Gdynia, zdobywając dwukrotnie drużynowe wicemistrzostwo Polski w latach 1946/47 i 1947/48. Startując w indywidualnych mistrzostwach Polski, wywalczył dwukrotnie wicemistrzostwo w 1947  i 1948  roku w kategorii lekkiej. Po zakończeniu kariery zawodniczej poświęcił się pracy trenerskiej.